# (100837) 1998 HG15
(100837) 1998 HG15 es un asteroide perteneciente al cinturón de asteroides, región del sistema solar que se encuentra entre las órbitas de Marte y Júpiter, descubierto el 20 de abril de 1998 por el equipo del Spacewatch desde el Observatorio Nacional de Kitt Peak, Arizona, Estados Unidos.

## Designación y nombre
Designado provisionalmente como 1998 HG15. 

## Características orbitales
1998 HG15 está situado a una distancia media del Sol de 2,207 ua, pudiendo alejarse hasta 2,690 ua y acercarse hasta 1,723 ua. Su excentricidad es 0,218 y la inclinación orbital 5,988 grados. Emplea 1197,85 días en completar una órbita alrededor del Sol.

## Características físicas
La magnitud absoluta de 1998 HG15 es 16,1. 